# Libro de El Fayún

Sobek, el dios cocodrilo

El Libro de El Fayún es una antigua "monografía local" egipcia que celebra la región de Fayún de Egipto y su deidad patrona, el dios cocodrilo Sobek. También ha sido clasificado genéricamente como un "manual de culto sacerdotal topográfico". El texto se conoce a través de múltiples fuentes que datan del Egipto helenístico y romano (332 a. C. - 359 d. C.). Funcionó principalmente como un mapa mitologizado de El Fayún.

## Copias conocidas
El Libro de El Fayún existe bajo una gran variedad de formas. Gozó de una gran popularidad en el Egipto romano y se han encontrado muchos fragmentos del texto. Estos incluyen versiones del texto tanto jeroglíficas como hieráticas (una escritura cursiva del antiguo Egipto). De las versiones jeroglíficas, hay formas ilustradas y no ilustradas. Algunas de las copias hieráticas contienen notaciones demóticas, pero no se ha encontrado una forma puramente demótica del texto.
La mayoría de las fuentes primarias del texto son copias hieráticas no ilustradas en papiros. Sin embargo, como se mencionó anteriormente, hay otras fuentes disponibles. El texto está parcialmente copiado en jeroglíficos en las paredes del Templo de Kom Ombo, ubicado en el Alto Egipto, fuera de El Fayún. El sarcófago de Ankhru de la localidad de El Fayún de Hawara también contiene extractos jeroglíficos e ilustraciones copiadas del texto.
El egiptólogo Horst Beinlich publicó una edición completa e ilustrada de las versiones jeroglíficas del Libro de El Fayún en 1991, allanando así el camino para una investigación académica del texto más amplia. Esta publicación se titula Das Buch vom Fayum: zum religiösen Eigenverständnis einer ägyptischen Landschaft.

### El Papiro Boulaq/Hood/Amherst
El papiro Boulaq/Hood/Amherst lleva el nombre de los tres coleccionistas modernos que alguna vez tuvieron sus piezas después de su división en 1859. Esta es la versión más conocida del texto, ya que es conocido por sus exquisitas ilustraciones y excelente estado de conservación. El texto completo mide 7 m de largo.
Dos partes principales de este papiro se encuentran en colecciones de museos estadounidenses, la Biblioteca y Museo Morgan y el Museo de Arte Walters, y se reunieron en una exposición itinerante que se inauguró en el Museo de Arte Walters en Baltimore el 6 de octubre de 2013. La exposición se titulaba Egypt's Mysterious Book of the Faiyum (Libro misterioso de El Fayún de Egipto).

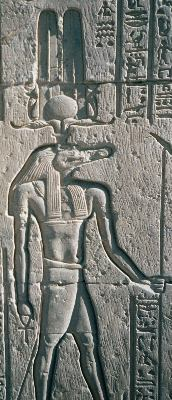
Sobek: bajorrelieve del templo de Kom Ombo.

## Contenido y función
El libro, aunque es un producto del período romano de la historia egipcia, tiene sus raíces en el canon establecido del pensamiento religioso egipcio. Las influencias y las referencias a los textos religiosos que eran comunes en el Egipto faraónico se ven en la totalidad del Libro de El Fayún, como testimonio de la longevidad de la religión egipcia. Entre estas referencias a doctrinas anteriores se encuentra un esbozo del viaje básico del dios sol, Ra, que se detalla en textos más antiguos, como los textos funerarios de Amduat del Imperio Nuevo. Se pensaba que Re envejecía en el transcurso de cada día y luego rejuvenecía durante la noche para que renaciera de nuevo al amanecer. Este tema se explora extensamente en el Libro de El Fayún, ya que Sobek es retratado como una manifestación de Ra. Sin embargo, desviándose de las tradiciones del Imperio Nuevo, el viaje de Sobek-Re a lo largo del día concluye no con su descenso al Duat (más allá), sino al lago Moeris, el lago que es fundamental para el oasis de El Fayún. Es a través del lago, no del inframundo, que Sobek-Re hace su viaje nocturno.
El libro también incluye referencias a varios mitos de la creación egipcios. Estas teologías se llevaron a cabo simultáneamente, no de manera competitiva, en el antiguo Egipto, por lo que no es raro que un texto haga referencia a más de un mito de la creación. El mito Ogdóada de Hermópolis se ilustra en el Libro de El Fayún con dibujos detallados de las ocho deidades primigenias con cabeza de rana y serpiente alrededor de las cuales se centra el mito. La historia de la creación de Heliópolis también se ilustra, ya que Nut, la diosa del cielo, se muestra en su forma celestial de vaca. Se la representa sostenida por el dios del sol, al igual que Shu, el dios del aire, la sostiene en el mito heliopolitano.
Este texto sumamente esotérico probablemente fue el producto de una Casa de la Vida o scriptorium del templo. Parece que el texto estaba destinado a ser una forma elevada de doctrina religiosa académica. Algunos eruditos han sugerido que el texto estaba destinado al propio Sobek, ya que ningún ser humano podía desenrollar todo el papiro para ver e interpretar el mapa completamente ilustrado, sugiriendo quizás que no estaba destinado a los ojos humanos en absoluto, sino a los divinos. Otros estudiosos han sugerido que la frecuencia con la que se copió el documento, junto con su complejidad, probablemente podría convertirlo en un texto que se utilizó para probar la destreza de los jóvenes escribas que completan su formación en la Casa de la Vida.

### Como mapa
El Libro de El Fayún también funciona como un mapa mitificado de la región de El Fayú. Contiene listas extensas de deidades directamente emparejadas con sus lugares de culto. En última instancia, el lector es guiado a través del texto con una narración de localidades, aunque pocas de ellas están representadas físicamente. Más bien, estas localidades específicas de El Fayún y las localidades cósmicas a las que se hace referencia en el texto a menudo se representan con iconografía codificada.
La perspectiva de Sobek es asumida por el lector en esta narración. Primero, la vía fluvial que conecta el Nilo y el Faiyum, el Bahr Yusuf, está representada con la forma de la diosa Mehet-Weret, "la gran inundación". Luego se representan las tierras inundadas que rodean el lago, seguidas del lago mismo. El centro de culto de Sobek, que los griegos llamaron Cocodrilópolis (antiguo egipcio "Shedyet"), se representa a continuación. Luego se muestra un centro de culto menos significativo, Ro-sehwy. Finalmente, se representa el último y quizás menos importante centro de culto, el de la madre divina de Sobek, Neith. Una descripción de los dioses y las fuerzas primigenias sitúa al Faiyum como un centro de importancia cósmica antes de que el texto concluya con otra descripción del lago central del Faiyum, el lago Moeris.